# Едвард Гічкок
Едвард Гічкок (англ. Edward Hitchcock; 24 травня 1793 — 27 лютого 1864) — американський геолог, а також палеонтолог і ботанік.

## Біографія
Він навчався в новоствореній Дірфілдській Академії, в який згодом став ректором з 1815 року по 1818 рік. Тут він продемонстрував великий інтерес до науки, особливо астрономії. У 1821–25 роках служив пастором Конгрегаційної церкви в містечку Конвей, штат Массачусетс. У 1825–1845 роках працював професором хімії та природної історії в Емгерст-коледжі, де потім працював професором природної теології і геології з 1845 і до смерті в 1864 році. У 1845 році Гічкок став президентом коледжу, цю посаду він займав до 1854. Крім своєї ролі в Емгерсті, Гічкок став відомим яко геолог. Його основним проєктом була природна теологія, яка намагалася об'єднати і примирити науку та релігію.

## Інтернет-ресурси
- "Early Discoveries of Dinosaurs From North America and the Significance of the Springfield Armory Dinosaur Site", by Vincent L. Santucci.
- "Edward and Orra White Hitchcock at Amherst College" gives an overview of the holdings of Hitchcock material available in the Archives & Special Collections and elsewhere at Amherst.
- National Academy of Sciences Biographical Memoir [Архівовано 1 травня 2020 у Wayback Machine.]